# Mega Man 10
Mega Man 10, conosciuto in Giappone come Rockman 10: Threat From Outer Space!! (ロックマン10 宇宙からの脅威!!?, Rokkuman 10: Uchu kara no Kyoi!!), è il decimo capitolo della saga Mega Man (escluso Mega Man & Bass). Come il capitolo precedente Mega Man 9, è acquistabile solo dai servizi WiiWare, PlayStation Network e Xbox Live Arcade. Nel 2018 è uscito anche su Nintendo eShop. Il gioco è in 8-bit come i precedenti capitoli per il NES.

## Trama
Un virus chiamato Roboenza sta infettando tutti i robot, tra cui anche Roll, causandone il malfunzionamento. Il mese successivo i robot infettati impazziscono e cercano di conquistare il mondo. Il Dr. Wily si reca da Mega Man e dal Dr. Light, dicendo che un robot infetto ha rubato una macchina da lui costruita che avrebbe permesso di trovare una cura. Malvolentieri Mega Man decide di aiutarlo a recuperare la refurtiva e subito dopo Proto Man si unisce all'impresa. A metà del suo viaggio, il Dr. Wily riesce a completare un prototipo di antidoto, che consegna a Roll. Dopo aver sconfitto tutti e otto i robot, Mega Man viene a propria volta infettato dalla Roboenza e teme che sia tutto perduto. Intanto il Dr. Wily, in un'apparizione televisiva, rivela di essere il creatore del virus e di avere anche la cura: il suo vero intento è costringere tutti i robot infetti a lavorare per lui. Subito dopo, Roll cede a Mega Man la propria medicina, dicendo di averla conservata per l'evenienza che un robot gravemente malato fosse venuto in laboratorio. Mega Man prende la medicina di Roll in modo da poter sconfiggere il Dr. Wily e raccogliere medicine a sufficienza per tutti. Dopo aver affrontato il diabolico Dr. Wily nella sua fortezza, Mega Man lo sconfigge e Wily viene infettato da una malattia. Portato in ospedale da Mega Man, Wily fugge dopo qualche giorno, lasciando sul letto molte medicine.

## Modalità di gioco
Mega Man 10 ha 3 personaggi giocabili: Mega Man, Proto Man, e Bass (solo grazie ad un contenuto scaricabile). I Robot Masters nel gioco sono Sheep Man, Commando Man, Blade Man, Strike Man, Solar Man, Chill Man, Nitro Man e Pump Man. In questo capitolo è stata introdotta la modalità Easy. Simile a Mega Man Powered Up, questa opzione modifica il livello dell'IA e i danni ricevuti da Mega Man(come quello delle piattaforme di spuntoni); inoltre sarà possibile trovare una stella che farà recuperare tutta la vita e le armi. Anche in questo capitolo è presente la modalità "Sfida" dove i giocatori potranno migliorare le proprie abilità attraverso 88 mini-stage, dove dovranno raggiungere un punto o sconfiggere un nemico. Anche in questo capitolo sarà possibile comprare gli oggetti attraverso il negozio in cambio di viti.

### Personaggi giocabili
- Mega Man, l'eroe principale della serie, ritorna con le sue funzioni principali Mega Man 2: Un Mega Buster montato sul braccio, che spara tre piccole sfere di Energia e il suo cane-robot da compagnia, Rush, che si può trasformare in una molla (Rush Coil) e in un trasporto aereo (Rush Jet) ottenuto dopo aver sconfitto 4 Robot Masters.
- Proto Man è un robot prototipo e "fratello" di Mega Man costruito da Dr. Light. Oltre ad avere le stesse abilità di Mega Man, possiede uno scudo capace di riflettere gli attacchi deboli, può effettuare delle scivolate e può caricare il suo cannone per effettuare un attacco più potente (charge shot). A differenza di Mega Man subisce il doppio dei danni, e può sparare solo due sfere di energia.
- Bass è un robot costruito da Dr. Wily, apparso per la prima volta in Mega Man 7. Può essere sbloccato solo acquistando un contenuto scaricabile. Il suo cannone spara 7 proiettili velocissimi in tutte le direzioni tranne sotto i suoi piedi, i suoi proiettili fanno la metà di danno rispetto a quelli di Mega Man e non possono passare attraverso i muri, inoltre lui non può sparare mentre corre. Oltre ad avere le stesse abilità viste in Mega Man & Bass può usare "treble" per ottenere diversi power-up e può distruggere gli scudi dei nemici.

## Sviluppo
Mega Man 10 è stato creato da Inti Creates, compagnia che ha sviluppato Mega Man Zero e Mega Man ZX.
Come Mega Man 9, ha la stessa grafica e gli stessi suoni del Nintendo Entertainment System, dove sono stati sviluppati i primi sei capitoli di Mega Man.
Questo gioco è il primo dove è possibile giocare sin dall'inizio con Protoman. Tuttavia, solo Mega Man può accedere alla classifica. inoltre, Proto Man può utilizzare il charge shot e la scivolata, utilizzate da Mega Man nei precedenti capitoli, escluso Mega Man 9.

## Accoglienza
| Testata                          | Versione | Giudizio |
| -------------------------------- | -------- | -------- |
| Metacritic (media al 20-06-2022) | WiiWare  | 81/100   |
| Metacritic (media al 20-06-2022) | XBL      | 79/100   |
| Metacritic (media al 20-06-2022) | PSN      | 78/100   |
| 1UP.com                          | Tutte    | B        |
| GameSpot                         | Tutte    | 8/10     |
| IGN                              | Tutte    | 8.5/10   |

Christian Svensson, vicepresidente senior per la pianificazione strategica e lo sviluppo aziendale di Capcom, ha dichiarato che l'azienda è soddisfatta delle vendite di Mega Man 10. Il gioco ha ricevuto recensioni positive, e sul sito web aggregatore di recensioni Metacritic le versioni per WiiWare, XBL e PSN hanno rispettivamente come media dei punteggi di 81, 79 e 78. IGN ha assegnato al gioco un punteggio di 8,5, elogiandone il gameplay e la modalità sfida, sebbene abbia espresso delusione per la sua lunghezza, citando altri giochi della serie con due castelli finali (da Mega Man 4 a Mega Man 6). Jeremy Parish di 1UP.com ha assegnato al gioco come voto una B, definendolo divertente, ma affermando che non riesce a capitalizzare il suo predecessore in modo significativo, sostenendo un gameplay eccessivamente simile, un level design poco entusiasmante e una musica dimenticabile. Mega Man 10 è stato successivamente reso disponibile su PlayStation 4, Xbox One e PC come parte di Mega Man Legacy Collection 2, che ha anche apportato una leggera modifica per consentire al giocatore di sbloccare tutti i precedenti contenuti scaricabili senza effettuare alcun acquisto. Una versione digitale è stata successivamente pubblicata su Nintendo Switch nel 2018.
Elementi del gioco sono stati adattati nel fumetto Mega Man di Archie Comics, anche se la serie è andata in pausa indefinita prima che potesse essere completamente adattata. Le storie di viaggi nel tempo nei numeri 20 e 55 riguardavano Mega Man che veniva spostato in avanti verso gli eventi del gioco e il Dr. Light ne sperimentava una visione ma non comprendeva la causa di così tanti Robot Master che andavano in tilt.